# 澳門巴士102XS路線
澳門巴士102XS路線是由新福利經營，往返港珠澳大橋和葡京酒店的巴士路線。

## 開設背景
- 2023年1月8日，澳門放寬並修改各項出入境政策措施，當中包括由香港入境澳門人士無需出示任何COVID-19防疫證明，象徵著港澳兩地“免檢疫通關”，由香港入境的訪澳旅客人數亦出現上升。[1]

- 其中在2023年春節期間，為放寬出入境防疫措施首個長假期，港珠澳大橋澳門邊檢大樓之入境旅客人次超越關閘[2]，大橋澳門口岸巴士總站亦於新春假期期間連續多天的上午出現輪候公共巴士或“發財車”之人龍。2023年1月25日（大年初四）上午，經港珠澳大橋入境之旅客絡繹不絕，當中以香港旅客為主，巴士總站一度出現人龍，巴士公司亦增加廣播提示巴士路線，每班巴士幾乎逼滿乘客。有香港旅客認為金巴票價比船票便宜，但建議增加數條往返大橋澳門口岸至各區的巴士路線。[3]

- 2023年2月27日，澳門立法會召開全體會議，多位議員於立法會議程前發言時關注“駕照互認”及“澳車北上”政策、東方明珠區與新城A區的交通壓力。其中直選議員李靜儀建議當局優化口岸交通安排緩解塞車問題外，並期望當局檢視和優化相關口岸巴士路線、班次及站點設置等公交方面規劃。間選議員葉兆佳認為未來旅客一定會恢復較快增長，有必要前瞻性完善交通配套。建議交通當局研究於節假日設“特快專車”，點對點穿梭出入境口岸與旅遊景點。[4]而早在澳門立法會於2019年2月19日和3月28日全體會議上，包括間選議員高開賢與葉兆佳均提議交通部門研究節假日設特快專車，點對點穿梭口岸與旅遊景點，為旅客提供便利，相信將有效分流大三巴、新馬路一帶人流，並帶動其他區份的商業發展，更可減少旅客和居民爭相搶搭公交情況，大大緩解居民出行壓力[5][6]。

- 2023年4月5日清明節當天，受“澳車北上”和放寬入境措施影響，大橋澳門口岸唯一通道出現嚴重交通擠塞，龍尾幾乎接近友誼圓形地。而位於大橋澳門口岸內的香港入境大堂和巴士總站出現排隊人流，有部分香港旅客形容秩序混亂，人手安排亦不足。[7][8]

- 2023年4月14日，立法會直選議員林宇滔於訊報發表社評，批評新城A區交通亂象是源於不跟規劃，而其中兩條往返大橋澳門口岸的常規巴士路線均幾乎繞澳門區及離島區一整圈才到人工島口岸，路線迂迴效率極低，每逢節假日繁忙時段都需大排長龍，不少居民投訴要坐近一小時才能到人工島口岸，旅客到澳門後乘搭上述兩巴士線到目的地的時間，甚至比坐金巴車程更長，政府一直不增加或優化人工島的巴士路線，又或在繁忙時間開出點對點走外圍的巴士快線等，可以預期隨著港珠澳人工島口岸的使用人流不斷增加，其公共交通情況只會越趨惡化！[9]

## 簡介及歷史
- 在港澳兩地或中港澳三地長假期期間，經港珠澳大橋澳門邊檢大樓入境人士增加，輪候巴士時間稍長，故開辦本線分流並疏散於該口岸候車前往澳門市區的乘客。

| 開設日期及相關資料     |                   |                       |                             |
| 服務日期               | 原因              | 備註                  | 相關資料                    |
| 2023年4月29日至5月1日  | “五‧一黃金周”假期 |                       | [ 10 ] [ 11 ] [ 12 ] [ 13 ] |
| 2023年5月26日至28日    | 佛誕節假期        | 尾班車提早至19:00開出 | [ 14 ] [ 15 ]               |
| 2023年9月30日至10月2日 | 國慶黃金周假期    |                       | [ 16 ]                      |

## 本線特色
- 本線與101XS路線皆為首批5位數字及字母組成的路線編號。

## 使用車輛
| 日期                  | 使用車輛                                  |
| --------------------- | ----------------------------------------- |
| 2023年4月29日至5月1日 | 蘇州金龍KLQ6108GQ28E4 蘇州金龍KLQ6115GQ   |
| 2023年5月26日至28日   | 蘇州金龍KLQ6108GQ28E4 蘇州金龍KLQ6108GQE5 |
| 2023年9月30日         | 蘇州金龍KLQ6108GQ28E4 蘇州金龍KLQ6108GQE5 |
| 2023年10月1日至2日    | 蘇州金龍KLQ6115GQ 蘇州金龍KLQ6106GHEV     |

## 路線資料

### 收費
| 收費類別 | 收費類別 | 費用 |
| -------- | -------- | ---- |
| 現金     | 現金     | $6.0 |
| 澳門通   | 全民卡   | $4.0 |
| 澳門通   | 學生卡   | $2.0 |
| 澳門通   | 長者卡   | 免費 |
| 澳門通   | 殘疾卡   | 免費 |
| 聚易用＋ | 聚易用＋ | $4.0 |

### 服務時間及班距
| 服務時間                     | 2023年9月30日至10月2日 |
| ---------------------------- | ---------------------- |
| 港珠澳大橋邊檢大樓           | 09:30-19:00            |
| 班距                         | 10-25分鐘              |
| 懸掛8號風球後1小時開出尾班車 |                        |

### 路線停站
| 102XS | 港珠澳大橋 ↺ 葡京酒店 | 港珠澳大橋 ↺ 葡京酒店 | 港珠澳大橋 ↺ 葡京酒店  | 港珠澳大橋 ↺ 葡京酒店 |
| 序號  | 循環線                | 循環線                | 循環線                 | 循環線                |
| 序號  | 站號                  | 站名                  | 出入境口岸             |                       |
| 1     | M800/7                | 港珠澳大橋邊檢大樓    | 港珠澳大橋澳門邊檢大樓 |                       |
| 2     | M239/2                | 外港碼頭              | 外港客運碼頭           |                       |
| 3     | M254/2                | 友誼馬路／行車天橋    |                        |                       |
| 4     | M263                  | 仙德麗街              |                        |                       |
| 5     | M69/2                 | 葡京酒店              |                        |                       |
| 6     | M159                  | 總統酒店              |                        |                       |
| 7     | M242                  | 友誼馬路／海港街      |                        |                       |
| 8     | M235/1                | 東北大馬路／保利達    |                        |                       |
| 9     | M800/7                | 港珠澳大橋邊檢大樓    | 港珠澳大橋澳門邊檢大樓 |                       |

## 客量
- 本線原計劃是減輕102X路線前往澳門半島新口岸填海區一帶包括澳門漁人碼頭、澳門金沙、永利澳門的客量能力，但被指是漠視氹仔和路氹城的假日往返港珠澳大橋澳門邊檢大樓及橫琴口岸的乘客需求，加上不能到達一些氹仔島內的主要景點如官也街一帶，於網上引起不少批評[17]。
- 在五一和佛誕假期期間，交通事務局批准六大博企的酒店及娛樂場客運專車（俗稱：發財巴）提供點對點往返大橋澳門口岸至各大型綜合渡假村的服務，導致走線與多條發財巴路線完全重疊[18][19]。在首日（2023年4月29日）日間客量可見慘淡，部分班次更出現“吉車遊街”（空載）的情況。
- 在佛誕假期期間，本線再度開辦，但客量依然稀疏，再度引起不少居民或網民的熱議、批評，甚至對本線設計成效引起質疑[17]。

## 圖片集

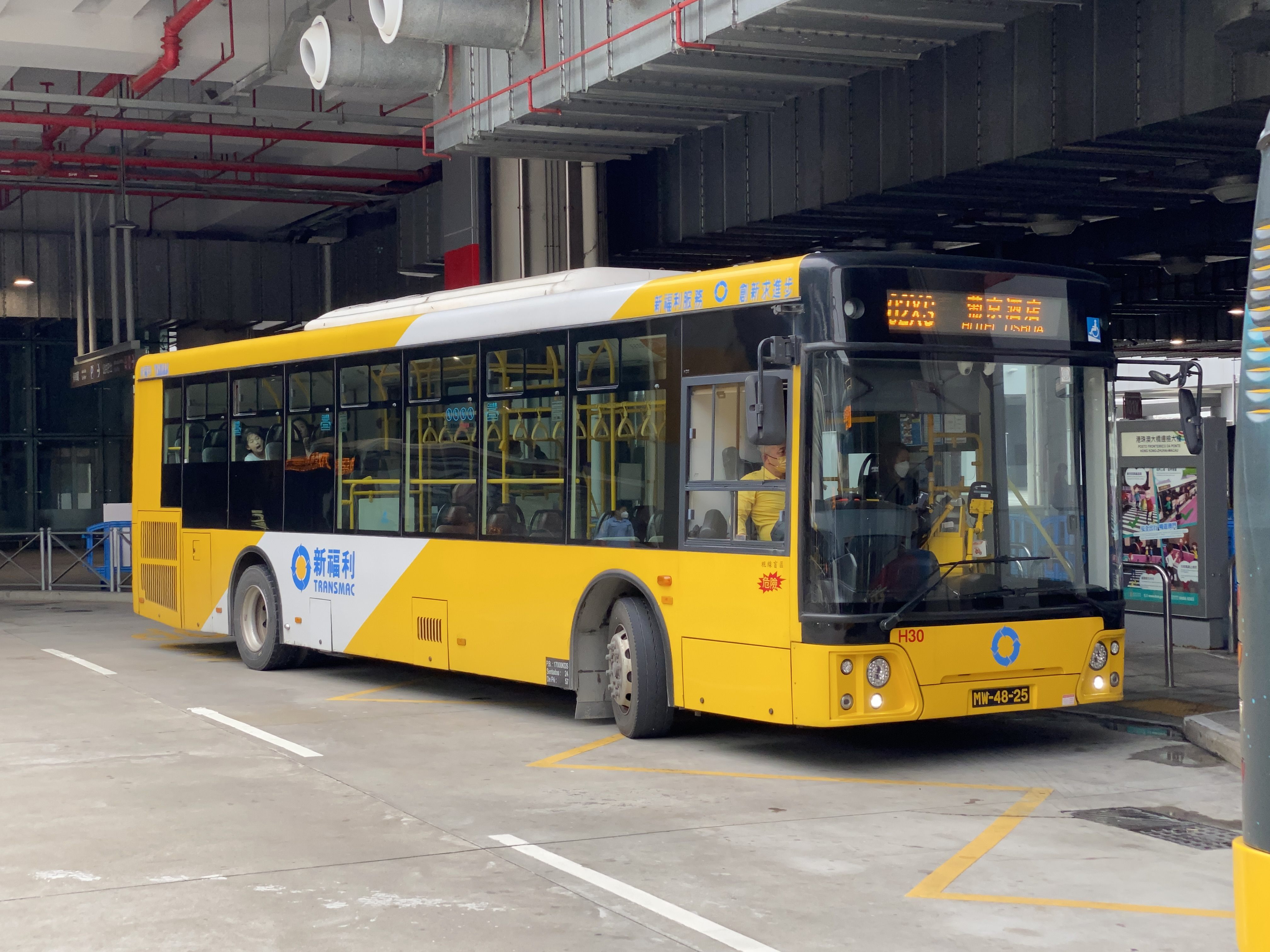
蘇州金龍KLQ6115GQ
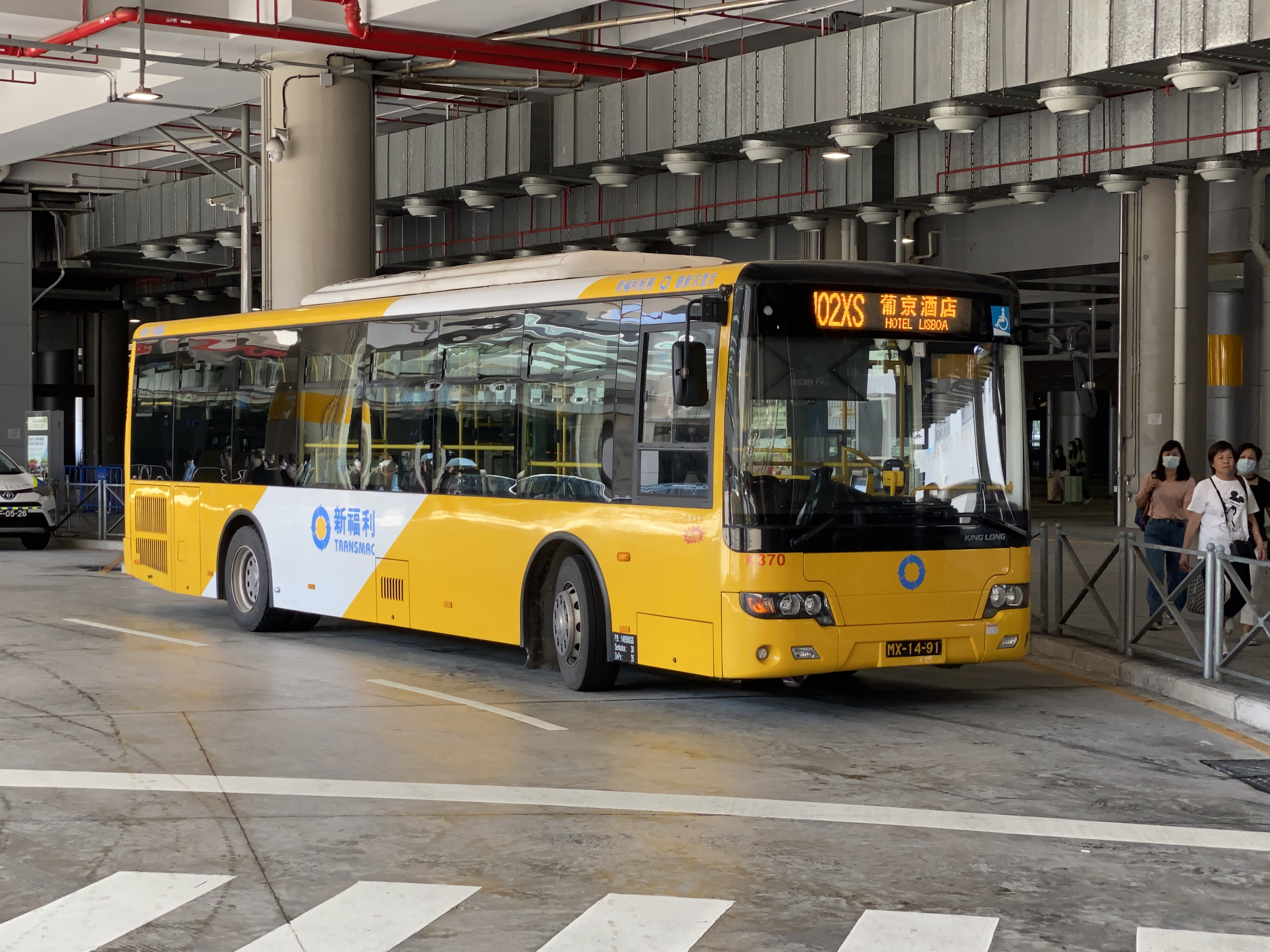
蘇州金龍KLQ6108GQE5
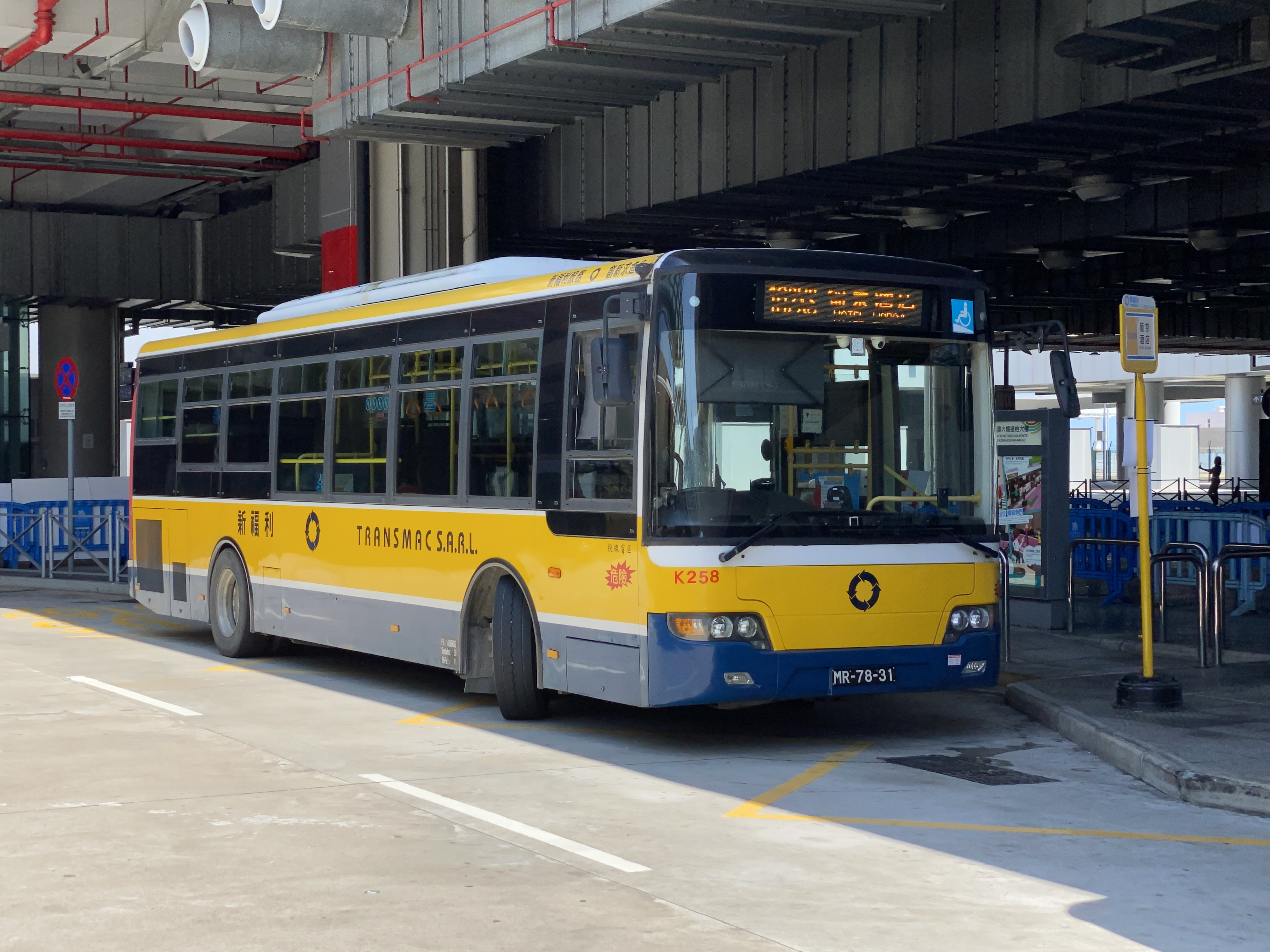
蘇州金龍KLQ6108GQ28E4

## 外部連結
- 澳門新福利公共汽車有限公司（官方網站） （页面存档备份，存于）